# Ocala dryadella
Ocala dryadella är en fjärilsart som beskrevs av George Duryea Hulst 1892. Ocala dryadella ingår i släktet Ocala och familjen mott. Inga underarter finns listade i Catalogue of Life.